# ليجل (أورن)
ليجل هي بلدية في أورن في منطقة نورماندي في شمال غرب فرنسا.